# 조 지타 우히 시칸다르
조 지타 우히 시칸다르(Jo Jeeta Wohi Sikandar)는 인도에서 제작된 만수르 칸 감독의 1992년 코미디, 드라마, 멜로/로맨스 영화이다. 아미르 칸 등이 주연으로 출연하였고 나시르 후세인 등이 제작에 참여하였다.

## 출연

### 주연
- 아미르 칸
- 아예샤 줄카

### 조연
- 디팍 티조리
- 커브허스한 카반다
- 아메드 칸
- 라빈드라 카푸르
- 임란 칸
- 아스라니
- 안잔 스리바스타브
- 로빈 바뜨

## 제작진
- 각색: 나시르 후세인
- 의상: 애슐리 로벨로